# سرخاب (محله)

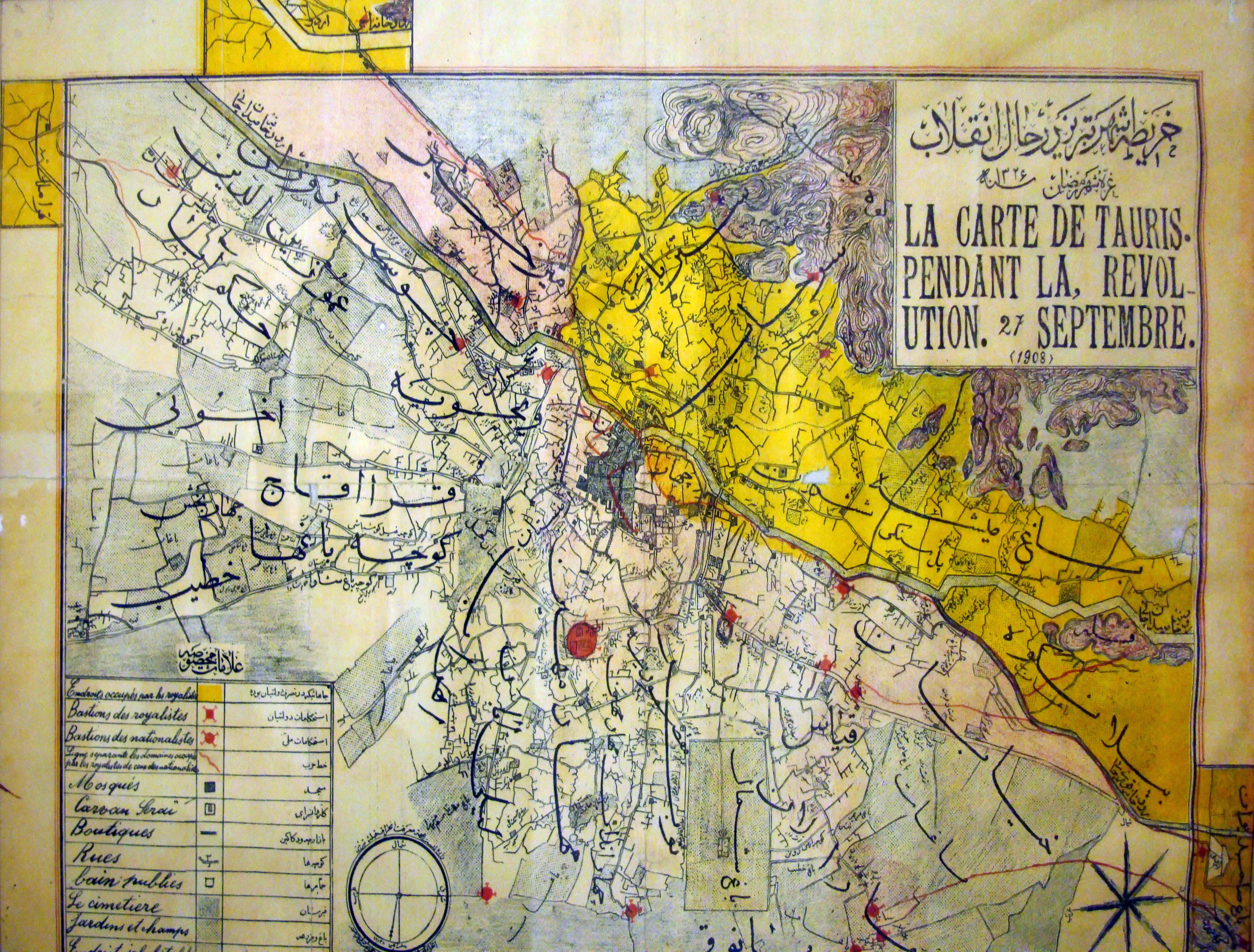
نقشه محلات تبریز، از جمله سرخاب، در دوران مشروطه، سال ۱۹۰۸

سُرخابْ یکی از کوی‌های بزرگ و قدیمی شهر تبریز است که به نام کوه سرخاب یا «عینالی داغی» مجموعه بلندی ها، دره ها و تپه های سرخ رنگی است که جزو کوه های «مورو» است نامگذاری شده است. این کوه مشرف به شهر تبریز و در بخش شمالی این شهر قرار گرفته است. ارتفاع آن در بلند ترین نقطه ۱۹۶۰ متر از سطح دریا است. این کوی در شمال شهر و در حوزهٔ منطقهٔ یک شهرداری تبریز است. این کوی در دامنه کوه عون بن علی قرار گرفته‌است.
نادر میرزا در تاریخ و جغرافیای دارالسلطنهٔ تبریز می‌نویسد:
کوی و بستانی بزرگ است. به نام آن کوه (ی) خوانده‌اند که کوی به سفح آن است. این کوی مرتفع و مشرف بر همه شهر است. هوای این نیک وبه اعتدال است. روزها به تابستان گرمتر بود که خورشید براین کوه خشک تابد. چون پاسی از شب بگذرد سنگها را گرمی برود و هوا نیک شود. خاک این کوی سخت و با ریگ مخلوط است. چون دیوارها نهند سخت‌تر گردد و به زمین آن رطوبت نبود. بساتین این کوه کمتر است. توت بیدانه و بادام و فندق و امرود آن نیکوست. کدخدای آن امروز میرزا جواد خان فرزند حاجی میرزا علی وکیل دیوانخانه و از خاندان بزرگ است که بدین نامه بیاید. بقعه مبارکه سید حمزه در این کوی است که زیارتگاه تمامی مردم شهر است و این بقعه در وسط این کوه‌است.
بیشتر اهالی این کوی به همراه کوی‌های باغمیشه، قراملک، دوه‌چی و ششگلان هنگام جنبش مشروطه ایران مخالف مشروطه بوده و با اهالی کوی‌های خیابان و امیرخیز که طرفدار مشروطه بودند مخالفت کرده و با آنها درگیر جنگ داخلی شدند.

## ریشه نام کوی سرخاب
تفسیرهای فراوانی درباره نامگذاری و نام این کوی وجود دارند و در کتاب‌های تاریخی اشارات زیادی به آنها شده‌است. از جمله این نوشته‌ها می‌توان از موارد زیر نام برد:
1. نام این کوی می‌تواند صفت و موصوف مقلوبی مرکب از دو کلمه «سرخ» و «آب» باشد چون در زمان‌های بارندگی آب سرازیر شده از کوه عون بن علی که کوهی رسوبی و از خاک رس است از این کوی جریان می‌یافت بدین نام خوانده شده باشد.
2. نام این کوی می‌تواند از نام تیرۀ سرخابلو گرفته شده باشد. تیرۀ سرخابلو از تیرۀ کوسه (خاصا)، طایفۀ کوسه‌لر ایل شاهسون بغدادی است.
3. نام این کوی می‌تواند از نام طایفه سرخاب ایل عبدالملکی گرفته شده باشد.

## سرخاب در نظر شعراء
کمال خجندی در یکی از آثار خود دربارهٔ سرخاب چنین می‌نویسد:
| تبریز مرا راحت جان خواهد بود |  | پیوسته مرا ورد زبان خواهد بود |
| تا در نکشم آب چرنداب و کجیل  |  | سرخاب ز چشم من روان خواهد بود |

سید جلال عضد نیز می‌گوید:
| تا بریزاند تب غم را ز دل، سرخاب نوش |  | بر سر سرخاب رو تا بنگری تبریز را |

## آثار تاریخی
- خانه شربت‌اوغلی در زمینی به وسعت ۱۶۰۰ متر مربع در خیابان ثقةالاسلام، کوی سرخاب و معبری که به درب سرخاب معروف است بنا شده و یکی از جاذبه‌های دیدنی شهر به شمار می‌رود. این خانه که اکنون محل فعالیت شعبه بنیاد ایران شناسی در آذربایجان شرقی می‌باشد متعلق به اواخر دوره قاجاریه بوده و در اوایل دوره پهلوی بنایی دو طبقه در ضلع غربی حیاط بیرونی آن احداث شده و به‌طور کلی مشتمل بر دو طبقه مسکونی و زیر زمین در دو بخش بیرونی و اندرونی است.

## مشاهیر
- میرزا عبدالرحیم طالبوف
- محمدتقی پسیان